# Steinmannwald
Steinmannwald (auch Steinmannwald bei Leifers, italienisch Pineta di Laives) ist eine Fraktion der Gemeinde Leifers in Südtirol (Italien). Sie hat rund 2500 Einwohner (Stand 2019). Die Ortschaft entstand weitgehend erst im 20. Jahrhundert.

## Geografie
Die Fraktion liegt nördlich des Stadtzentrums von Leifers und südlich von St. Jakob im Etschtal bzw. Unterland. Sie befindet sich am Hangfuß des Regglbergs unter Breitenberg und Seit. Sie ist in zwei Siedlungen geteilt: Die ältere ist Steinmannwald-Zentrum, wo sich die Kirche, das Theater, mehrere Geschäfte und die einzige Schule des Orts (eine Grundschule für die italienische Sprachgruppe) befinden; die neue Ansiedlung heißt Steinmannwald-Berg. Die Ortschaft wird vom Seitner Graben (auch Sissenbach oder Süßenbach genannt) und vom Lisnerbach durchflossen, die beide in den Landgraben einmünden.

## Geschichte

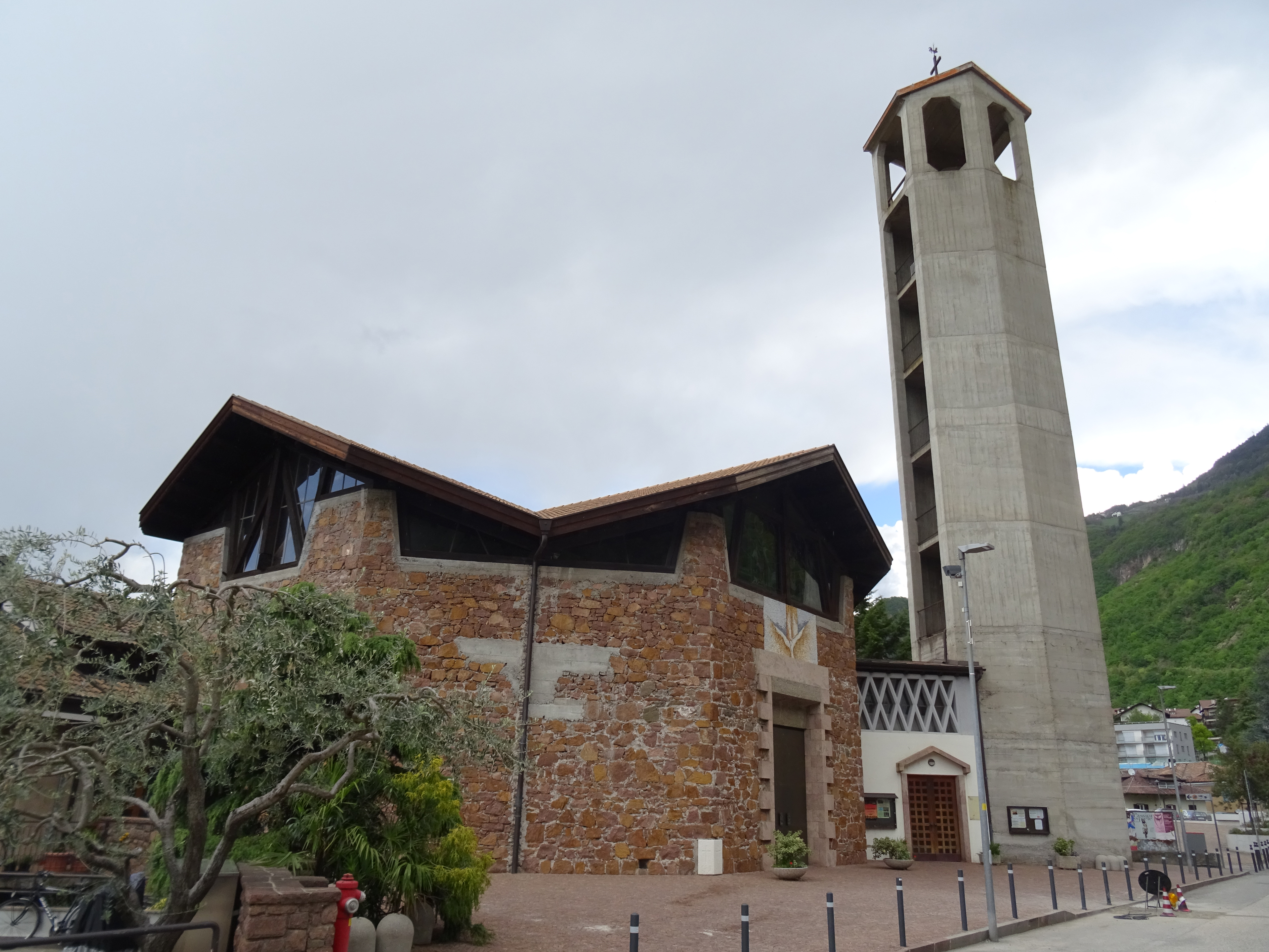
St. Josef

Der Ortsname ist jüngeren Datums und ist auf den historischen Hof Steinmann zurückzuführen, der im Jahr 1764 als „Stainmanhof zu Leifers“ und 1795 als „Stainmannhof zu Leifers“ bezeugt ist, als das Viertel administrativ noch Bestandteil von Leifers war. Die italienische Form Pineta wurde erst in der Nachkriegszeit gebildet.
Baulich verdankt der Ort seine Entfaltung vor allem den 1950er und 1960er Jahren, als der demographische Druck von Leifers hier zur Neuanlage von Wohnsiedlungen führte. Von 1959 bis 1993 befand sich in Steinmannwald die Hauptniederlassung der Klavierfabrik Schulze-Pollmann. Die ursprünglich nah am Ortszentrum vorbeiführende SS 12 wurde im Rahmen eines Umfahrungsprojekt 2007–2009 etwas talwärts verlegt.
Seelsorglich wurde der Ort 1961 als selbständige katholische Pfarrei von Leifers abgegliedert. Zwischen 1963 und 1968 wurde im Ort die Pfarrkirche St. Josef errichtet, die Weihbischof Heinrich Forer am 24. November 1968 einweihte.